# Oligotrophus steenisi
Oligotrophus steenisi är en tvåvingeart som först beskrevs av Roskam 1977.  Oligotrophus steenisi ingår i släktet Oligotrophus och familjen gallmyggor. Inga underarter finns listade i Catalogue of Life.